# Liburnia testacea
Liburnia testacea är en insektsart som beskrevs av De Carlini 1895. Liburnia testacea ingår i släktet Liburnia och familjen sporrstritar. Inga underarter finns listade i Catalogue of Life.